# Declaración de Cambridge sobre la Conciencia
La Declaración de Cambridge sobre la Conciencia (en inglés Cambridge Declaration on Consciousness) se refiere al manifiesto firmado en julio de 2012 en la Universidad de Cambridge (Reino Unido) durante una serie de conferencias sobre la consciencia en los animales humanos y no humanos; la Declaración concluye que los animales no humanos tienen consciencia.

## Contexto
Durante la Francis Crick Memorial Conference, en la Universidad de Cambridge, Inglaterra, realizada el 7 de julio de 2012, 13 neurocientíficos de renombradas instituciones, como Caltech, el MIT o el Instituto Max Planck, en presencia del científico Stephen Hawking, firmaron un manifiesto afirmando la existencia de "conciencia" en diversos animales no humanos:

"Decidimos llegar a un consenso y hacer una declaración para el público que no es científico. Es obvio para todos en este salón que los animales tienen conciencia, pero no es obvio para el resto del mundo. No es obvio para el resto del mundo occidental ni el lejano Oriente. No es algo obvio para la sociedad."
Philip Low, en la presentación de la Declaración de Cambridge sobre la Conciencia, 7 de julio de 2012

De acuerdo con la Declaración, la investigación hasta la fecha ha demostrado la capacidad de los organismos del reino animal para percibir su propia existencia y el mundo a su alrededor. Además, en los últimos años la neurociencia ha estudiado las áreas del cerebro, descubriendo que las áreas que nos distinguen del resto de los animales no son las que producen la conciencia. Así, se deduce que los animales estudiados poseen conciencia porque "las estructuras cerebrales responsables por los procesos que generan la conciencia en los humanos y otros animales son equivalentes".